# Кам'яна сіль Закарпатської області
Кам'яна сіль Закарпатської області
У Тячівському районі виявлено приблизно 10 діапірових куполів кам'яної солі. Найбільш перспективними є Солотвинський і Тереблянський і Олександрівський діапіри з однойменними родовищами солі. Видобуток солі на Солотвинському родовищі ведеться з античних часів, а нині з IV горизонту. У 2023 році розпочалася експлуатація Тереблянського родовища.
Експлуатація родовища ведеться двома шахтами в надзвичайно важких гідрогеологічних та зумовлених ними інженерно-геологічних умовах.
Враховуючи цей фактор, на глибинах 900—1200 м розвідано і затверджено запаси солі в кількості 149 млн т категорій В+С1, придатні для видобутку способом підземного вилуговування. Методом вакуум-випарки очікується отримувати сіль марки «Екстра». Спосіб розробки екологічно чистий.